# Aaron Astudillo
Aarón Sebastián Astudillo Quiñones (Ciudad Guayana, Venezuela, 17 de abril del 2000) es un futbolista profesional venezolano nacionalizado chileno que se desempeña como lateral derecho y actualmente milita en Cobresal de la Primera División de Chile.

## Trayectoria

### Universidad Católica
Inicio sus primeros pasos en el fútbol en las divisiones inferiores de Universidad Católica en 2015. Inicio como defensa central en las inferiores del club hasta que Andrés Romero lo ubicó como lateral derecho. A inicios de 2020, con la llegada de Ariel Holan al club, Astudillo comenzó a tener sus primeras citaciones en el cuadro cruzado.
Debutó oficialmente el 26 de septiembre de 2020, iniciando de titular en el empate a 2 de Universidad Católica contra Everton por la fecha doce de la Primera División de Chile 2020, siendo reemplazado en el entretiempo por César Pinares. En septiembre de ese año, obtuvo la nacionalidad chilena y dejó de utilizar el cupo de extranjero dentro del plantel cruzado. A inicios de diciembre, firmó su primer contrato profesional con Universidad Católica, hasta mediados del año 2023. En febrero de 2021, celebró su primer título nacional con Universidad Católica al ganar el campeonato Primera División 2020.

### Deportes Melipilla
El 4 de marzo de 2021, a través de las redes sociales de Deportes Melipilla, se anuncia a Astudillo como refuerzo del cuadro melipillano, en condición de préstamo. Marcó su primer gol como profesional el 8 de mayo de 2021 en el triunfo 3 a 0 de su equipo frente a Santiago Wanderers, por la fecha 7 de la Primera División.

### Regreso a Universidad Católica
Para la temporada 2022 regreso de su préstamo a Universidad Católica, en donde tras un partido amistoso ante la selección del Sifup el 12 de enero, evidenció síntomas de un infarto, debiendo ser trasladado a una clínica para monitorear su estado de salud, no pasando la situación a mayores. Participó en 6 partidos a lo largo de la temporada.

### Deportes Recoleta
En diciembre de 2022 fue anunciada su cesión a Deportes Recoleta de la Primera B de Chile por toda la temporada 2023.

## Estadísticas

### Clubes
| Club                         | Div.          | Temporada     | Liga  | Liga  | Copas nacionales | Copas nacionales | Torneos internacionales | Torneos internacionales | Total | Total |
| Club                         | Div.          | Temporada     | Part. | Goles | Part.            | Goles            | Part.                   | Goles                   | Part. | Goles |
| ---------------------------- | ------------- | ------------- | ----- | ----- | ---------------- | ---------------- | ----------------------- | ----------------------- | ----- | ----- |
| Universidad Católica · Chile | 1.ª           | 2020          | 1     | 0     | —                | —                | —                       | —                       | 1     | 0     |
| Deportes Melipilla · Chile   | 1.ª           | 2021          | 9     | 1     | 2                | 0                | —                       | —                       | 11    | 1     |
| Deportes Melipilla · Chile   | Total club    | Total club    | 9     | 1     | 2                | 0                | 0                       | 0                       | 11    | 1     |
| Universidad Católica · Chile | 1.ª           | 2022          | 4     | 0     | —                | —                | 2                       | 0                       | 6     | 0     |
| Deportes Recoleta · Chile    | 2.ª           | 2023          | 18    | 1     | 1                | 0                | —                       | —                       | 19    | 1     |
| Deportes Recoleta · Chile    | Total club    | Total club    | 18    | 1     | 1                | 0                | 0                       | 0                       | 19    | 1     |
| Universidad Católica · Chile | 1.ª           | 2024          | 5     | 0     | 0                | 0                | —                       | —                       | 5     | 0     |
| Universidad Católica · Chile | Total club    | Total club    | 10    | 0     | 0                | 0                | 2                       | 0                       | 12    | 0     |
| Total carrera                | Total carrera | Total carrera | 37    | 2     | 3                | 0                | 2                       | 0                       | 42    | 2     |
| 1. 2. 3.                     |               |               |       |       |                  |                  |                         |                         |       |       |

## Palmarés

### Títulos nacionales
| Título           | Equipo                    | País  | Año  |
| ---------------- | ------------------------- | ----- | ---- |
| Primera División | C.D. Universidad Católica | Chile | 2020 |